# Mellin (släkt)
Mellin är en ursprungligen tysk adlig ätt.
Den kan beläggas i Hinterpommern på 1400-talet. Landshövdingen i Kexholms län och översten för Tavastehus regemente Bernt Mellin naturaliserades som svensk adelsman 1668, och dennes familj introducerades som adlig ätt nr 736. Dennes söner upphöjdes till friherrlig värdighet som ätt nummer 92 på svenska riddarhuset. En av sönerna, Jurgen Mellin upphöjdes 1696 till grevlig värdighet och introducerades som nummer 43.
Släkten har senare immatikuliserats på finska riddarhuset och antagits på riddarhusen i Estland och Livland. Den friherrliga ätten dog ut på svärdssidan 1964, och den grevliga 1967.